# Interplay Entertainment
Interplay Entertainment Corp. is een Amerikaanse ontwikkelaar van computerspellen. Het bedrijf werd in 1983 opgericht als Interplay Productions, en is bekend geworden als bedenker van de Fallout-serie en als uitgever van Baldur's Gate en Descent.

## Geschiedenis
Interplay werd opgericht in 1983 door Brian Fargo en drie programmeurs Jay Patel, Troy Worrell, en Bill Heineman.
In de begindagen ontwikkelde Interplay tekstgebaseerde computerspellen met een door Fargo geschreven programma. Ook werden enkele rollenspellen uitgebracht zoals de titel Wasteland uit 1988.
Het in 1997 ontwikkelde spel Fallout werd goed werd ontvangen en kreeg positieve recensies. Een interne subdivisie genaamd Black Isle Studios kwam in 1998 met een opvolger, genaamd Fallout 2. Een andere succesvolle franchise was Baldur's Gate, een op Dungeons & Dragons-gebaseerd spel dat leidde tot een uitbreiding, een vervolg, en afgeleide series.
In 1998 zat het bedrijf op de rand van een faillissement. Om dit te voorkomen ging het bedrijf naar de beurs om zo kapitaal te verkrijgen en schulden af te betalen. Deze beursgang was succesvol en het bedrijf veranderde haar naam in Interplay Entertainment Corp.
Rond 2001 werd een meerderheidsbelang door Titus Software voltooid. De meeste activiteiten als uitgever werden geschrapt, waarbij Vivendi Universal deze taken overnam. Oprichter Brian Fargo verliet uiteindelijk het bedrijf na een mislukte platformstrategie.
Wederom dreigde in 2006 een faillissement voor Interplay. Om schulden te kunnen voldoen werd het intellectuele eigendom van de Fallout-serie verkocht aan Bethesda Softworks in 2007, waarbij Interplay de rechten behield voor de ontwikkeling van Fallout Online en het verkopen van oudere Fallout-titels. Dit leidde uiteindelijk tot een langdurige rechtszaak tussen Bethesda en Interplay.
Op 7 september 2016 werd bekend dat Interplay hun intellectuele eigendommen ging verkopen, inclusief bronnen uit hun computerspellen. De verkoop behield 70 titels en diverse karakters.

## Spellen (selectie)
- Wasteland (1988)
- Battle Chess (1988)
- Lionheart (1993)
- The Lost Vikings (1993)
- Fallout (1997)
- Baldur's Gate (1998)
- Planescape: Torment (1999)
- Icewind Dale II (2002)
- Descent (2008)
- Earthworm Jim 2 (2009)
- Prehistorik Man (2010)
- Wasteland 2 (2014)
- Lost Eden (2016)
- Ignition (2017)